# Lucus Planum
Il Lucus Planum è una struttura geologica della superficie di Marte.